# کوه هرمون
کوه هرمون یا جبل‌الشیخ (به انگلیسی: Mount Hermon) با ارتفاع ۲۸۱۴ متر، یک رشته‌کوه عظیم در خاورمیانه و در مرز لبنان، اسرائیل و سوریه است. قله آن بلندترین کوه سوریه است و در دامنه جنوب غربی آن، بلندترین نقطه بلندی‌های جولان تحت اشغال اسرائیل با ارتفاع ۲۲۲۴ متر قرار دارد.
دامنه جنوبی آن که دارای پیست‌های اسکی می‌باشد، مشرف به منطقه اشغال شده بلندی‌های جولان توسط اسرائیل است و نیروهای سازمان ملل متحد در ارتفاعات کوه مستقر هستند. کوه هرمون یکی از کوه‌های بزرگ غرب خاورمیانه است و منطقه‌ای راهبردی محسوب می‌شود.
این رشته‌کوه سطحی بیش از ۱۰۰۰ کیلومتر مربع را تشکیل می‌دهد که ۷۰ کیلومتر مربع آن در اشغال اسرائیل است و قسمت عمده منطقه اشغالی در جنگ شش‌روزه سال ۱۹۶۷ و قسمتی دیگر در جنگ یوم کیپور در سال ۱۹۷۳ به تصرف درآمده است.

## اطلاعات جغرافیایی

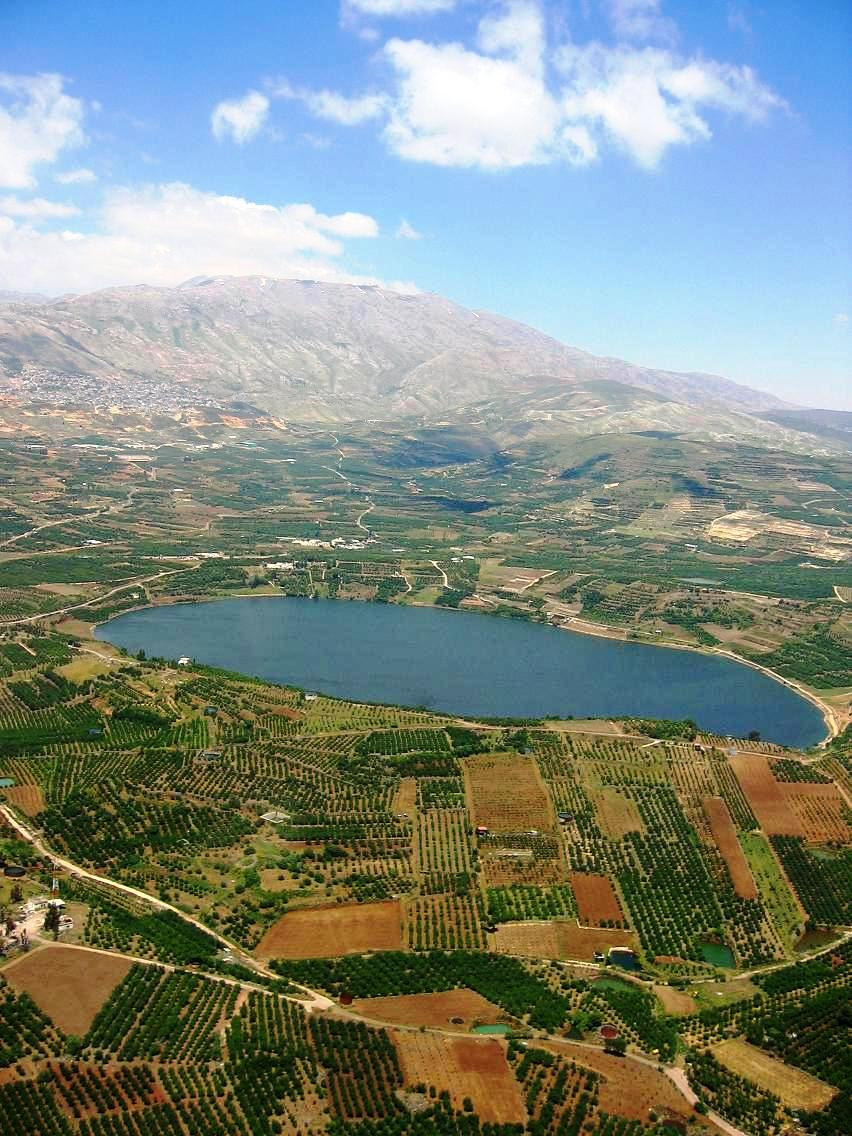
ارتفاعات جولان

رشته‌کوه هرمون به طول ۲۵ کیلومتر در امتداد مرز سوریه و لبنان و در جهت جنوب غربی-شمال شرقی کشیده شده است. در جنوب، این کوهستان به بلندی‌های جولان که توسط اسرائیل ضمیمه شده، ختم می‌شود و در شمال شرقی به رشته‌کوه لبنان شرقی می‌پیوندد.
به دلیل ارتفاع زیاد، کوه هرمون در دامنه غربی خود بارش قابل توجهی را جمع‌آوری می‌کند که به منابع مختلف آب می‌رسد. در ضلع جنوبی و غربی آن، سه سرچشمه رود اردن به نام‌های حاصبیانی، دان و بانیاس (که به آن رود حرمون نیز می‌گویند) قرار دارند. این کوه عمدتاً از سنگ آهک و سنگ‌های آتشفشانی تشکیل شده است.
با ارتفاع ۲۸۱۴ متر از سطح دریا، هرمون با سه قله خود بر مناظر اطراف تسلط دارد. بیش از ۱۸۰۰ متر از این کوه چندین ماه در سال پوشیده از برف است، به همین دلیل به عنوان «کوه پیرمرد» یا «کوه برف» نیز شناخته می‌شود.
بلندترین نقطه بلندی‌های جولان تحت کنترل اسرائیل در ارتفاع ۲۲۲۴ متری، حدود ۱۱٫۵ کیلومتری جنوب-جنوب غربی قله هرمون قرار دارد.

## ارتباط با کتاب مقدس مسیحیت
بر اساس اطلاعات سِفر تثنیه (۳:۹)، در زمان عهد عتیق، حرمون توسط صیدونی‌ها، «سیریون»، و توسط عموری‌ها «سنیر» نامیده می‌شد. این کوه ظاهراً مرز شمالی پادشاهی بزرگ اسرائیل را تشکیل می‌داد. در توصیف سرزمین‌های فتح شده توسط اسرائیل، این کوه نیز چندین بار ذکر شده است. در کتاب هوشع (۳:۳) اشاره‌ای به وجود آیین‌های بت‌پرستی کنعانیان (از جمله حویان) در حرمون شده است؛ این کوه در آنجا «بعل حرمون» نامیده می‌شود.
حرمون در عهد جدید نیز نقش دارد. بر اساس روایت انجیل‌ها، اعتراف پطرس به عیسی ناصری به عنوان مسیح در قیصریه فیلیپی در پای این کوه رخ داد. کوهی که اندکی بعد تجلی عیسی در آن رخ داد نیز گاهی با حرمون و گاهی با کوه تابور در شرق دشت یزرعیل یکی دانسته می‌شود.

## اهمیت نظامی
تا قبل از جنگ شش روزه در سال ۱۹۶۷، دامنه‌های جنوب غربی حرمون متعلق به سوریه بود. در ۱۰ ژوئن ۱۹۶۷، این مناطق به همراه جولان توسط اسرائیل تصرف و در ۱۴ دسامبر ۱۹۸۱ ضمیمه خاک این کشور شد. برای اسرائیل، که مرز به رسمیت شناخته شده بین‌المللی آن در پای کوه قرار دارد، این کوه از اهمیت راهبردی قابل توجهی برخوردار است. حرمون عمدتاً به عنوان یک پست دیده‌بانی برای سازمان اطلاعات نظامی اسرائیل (آمان) برای نظارت بر مناطق وسیعی از غرب سوریه استفاده می‌شود. به همین دلیل، تأسیسات مختلفی از نیروهای دفاعی اسرائیل در منطقه دامنه جنوبی قرار دارند. درست زیر قله، پایگاه «هتل حرمون» قرار دارد که مرتفع‌ترین پایگاه سازمان ملل در جهان است و توسط سربازان سازمان ملل در چارچوب عملیات UNDOF (نیروی ناظر بر جداسازی سازمان ملل) اداره می‌شود.

## منبع آب آشامیدنی

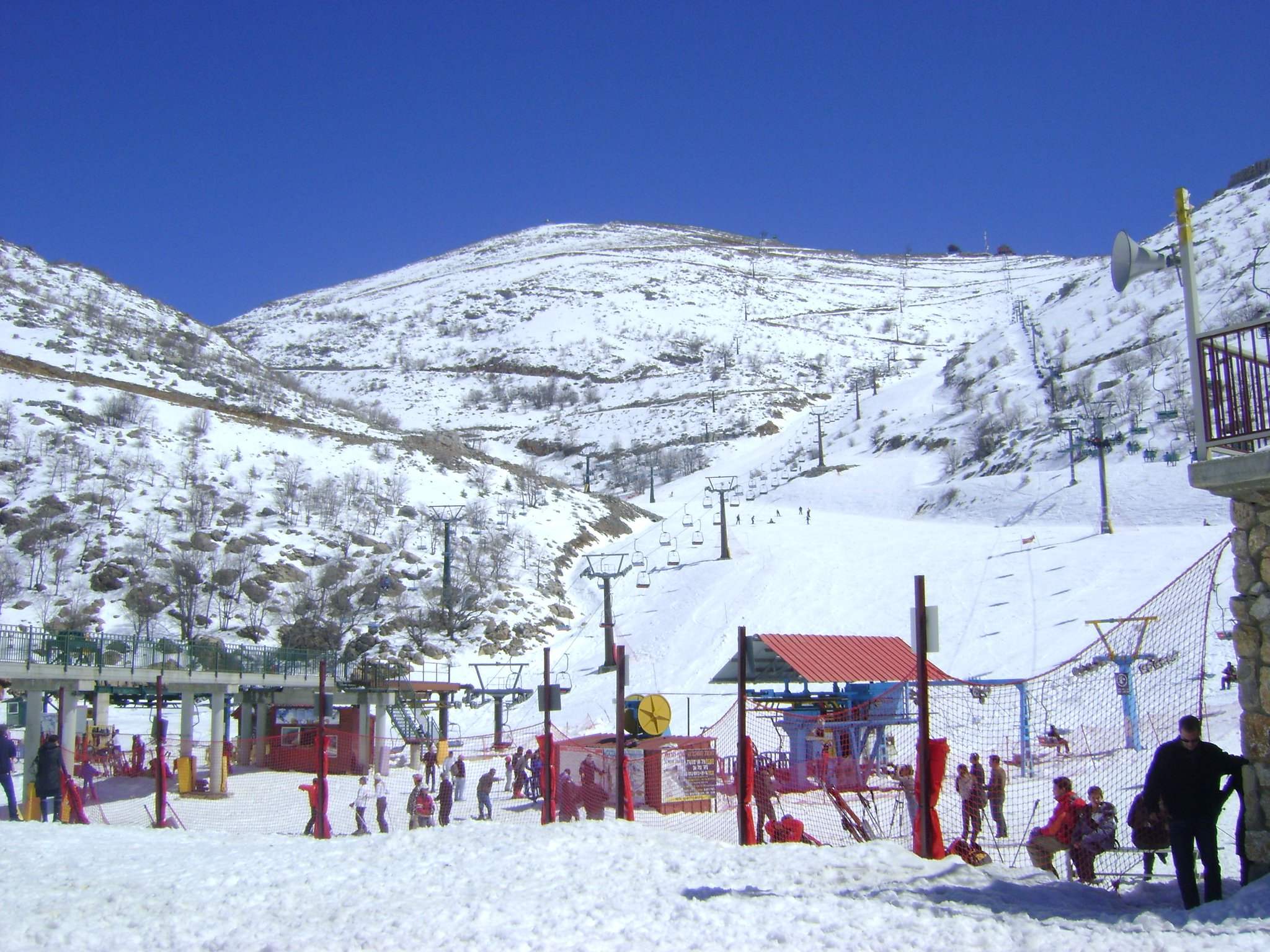
The پیست اسکی کوه حرمون در دامه جنوب خاوری جبل‌الشیخ

استفاده غیرنظامی از کوه حرمون نیز نقش مهمی دارد. اسرائیل بخش بزرگی از آب آشامیدنی خود را از طریق رود اردن از محیط اطراف کوه تأمین می‌کند و نمی‌خواهد کنترل این منابع را از دست بدهد. این آب، پوشش گیاهی نسبتاً غنی را تغذیه می‌کند و در کشاورزی، به عنوان مثال برای کشت انگور، استفاده می‌شود.

## پیست اسکی

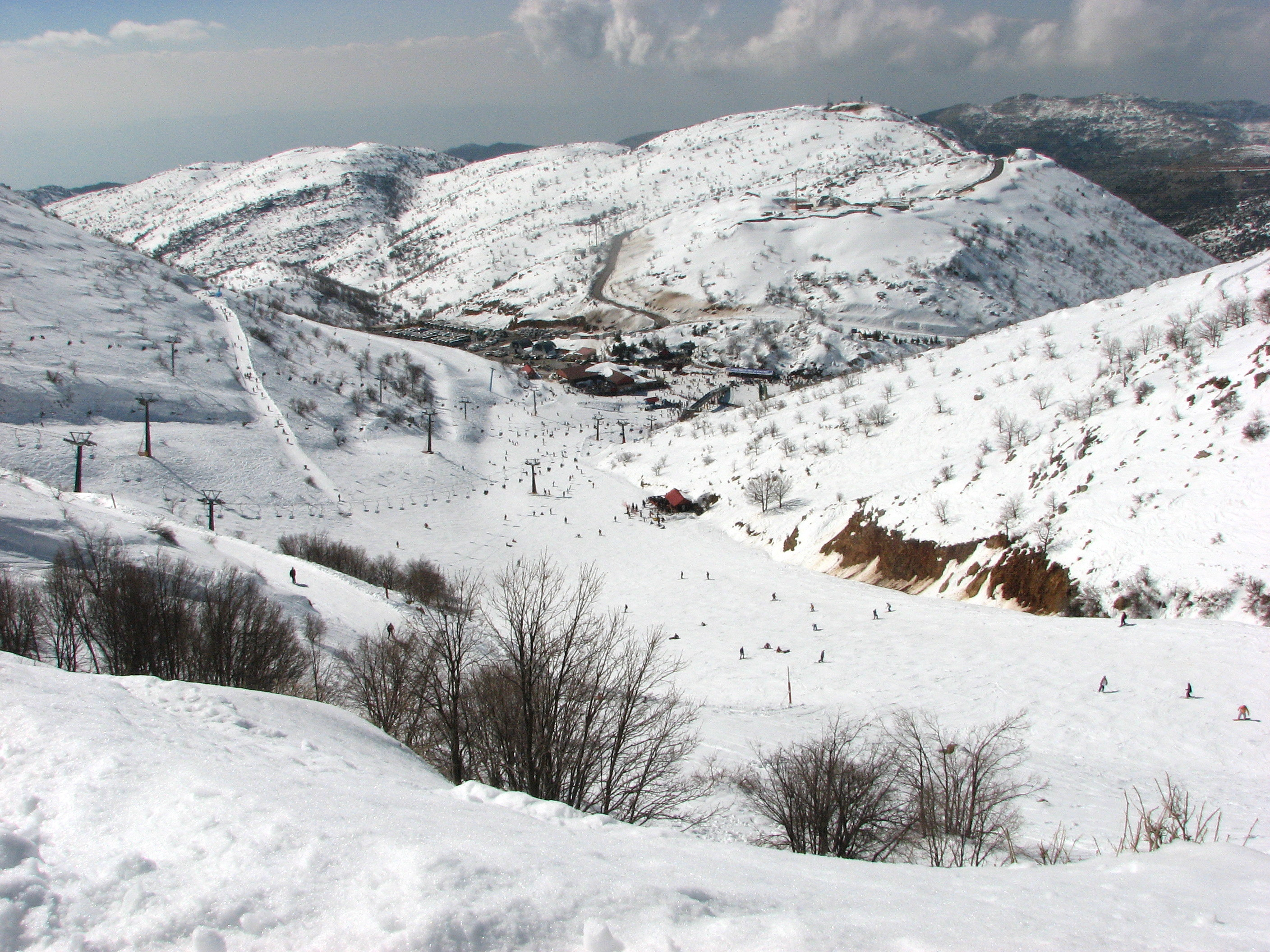
پیست اسکی کوه حرمون، اسرائیل

بارش منظم برف در زمستان یکی دیگر از جاذبه‌های مهم گردشگری است. پوشش برف در ارتفاعات بالاتر حتی امکان اسکی را فراهم می‌کند. به همین دلیل، یک پیست اسکی کوچک - تنها پیست اسکی اسرائیل - در شمال مجدل شمس در جولان ساخته شده است. این پیست اسکی «پیست اسکی حرمون» نام دارد و بین ارتفاعات ۱۶۰۰ تا ۲۰۴۰ متری قرار دارد و حدود ۷۲ کیلومتر پیست دارد.